# Élections au Parlement de Galice de 1985
Les élections au Parlement de Galice de 1985 (en espagnol : elecciones al Parlamento de Galicia de 1985, en galicien : eleccións ao Parlamento de Galicia de 1985) se tiennent le dimanche 24 novembre 1985, afin d'élire les 71 députés de la IIe législature du Parlement de Galice pour un mandat de quatre ans.
Marqué par une nette hausse de la participation, le scrutin voit la victoire de la Coalition populaire du président sortant, Gerardo Fernández Albor, qui échoue cependant à conquérir la majorité absolue des sièges. Le parti centriste Coalition galicienne (es) se trouve alors en position charnière entre la droite et la gauche et les nationalistes.
Gerardo Fernández Albor se soumet une première fois au vote d'investiture des députés en janvier 1986 sans avoir conclu d'accord au préalable, ce qui enchaîne un rejet de sa candidature. Après avoir envisagé une coalition avec le Parti socialiste et le Parti socialiste galicien (es), la Coalition galicienne choisit finalement de s'abstenir pour laisser gouverner Albor. Celui-ci est réélu président de la Junte de Galice à la majorité relative et entre en fonction près de 100 jours après le scrutin.

## Contexte
Lors des élections autonomiques du 20 octobre 1981, l'Alliance populaire (AP) l'emporte avec une majorité relative et deux sièges d'avance sur l'Union du centre démocratique (UCD), alors au pouvoir au niveau national et qui dominait la vie politique galicienne depuis 1977.
L'AP et l'UCD s'entendent pour se répartir les principales responsabilités institutionnelles. Aussi le centriste Antonio Rosón (es) devient président du Parlement le 19 décembre tandis que le conservateur Gerardo Fernández Albor est investi, le 8 janvier 1982, président de la Junte.
Après que l'Union du centre démocratique a décidé de prononcer, le 18 février 1983, sa dissolution en raison de sa déroute aux élections générales du 28 octobre 1982, l'Alliance populaire conclut un pacte le 3 mars 1983 avec 12 députés régionaux élus sous l'étiquette UCD pour qu'ils forment une majorité parlementaire avec l'AP, en échange de leur intégration au sein du gouvernement de la communauté autonome. Gerardo Fernández Albor procède donc, quatre jours plus tard, à un remaniement gouvernemental pour intégrer trois ex-centristes à son exécutif.

## Mode de scrutin

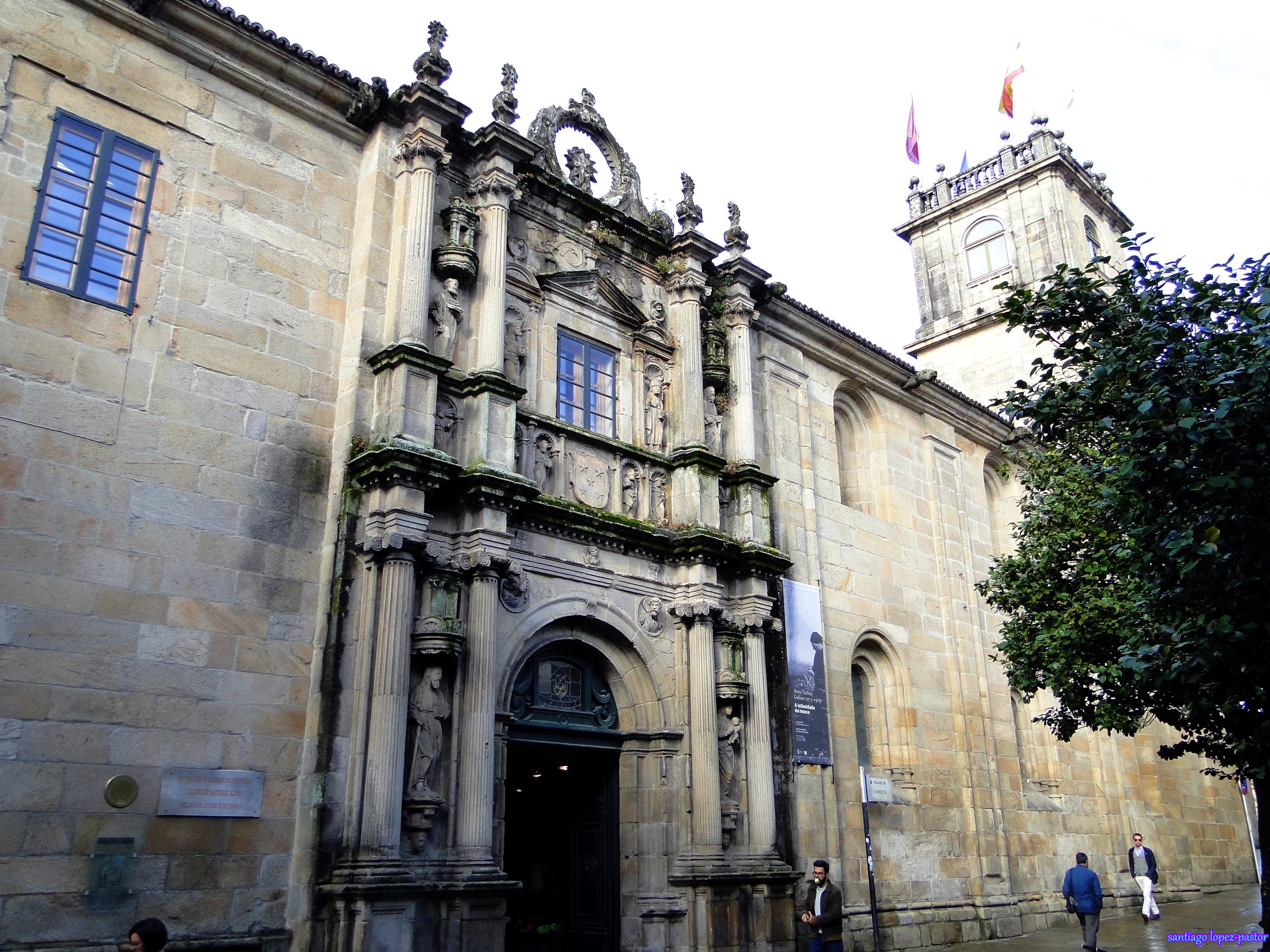
Le palais de Fonseca, siège du Parlement de Galice.

Le Parlement de Galice (Parlamento de Galicia) est une assemblée parlementaire monocamérale constituée de 71 députés (diputados), élue pour une législature de quatre ans au suffrage universel direct selon les règles du scrutin proportionnel D'Hondt par l'ensemble des personnes résidant dans la communauté autonome où résidant momentanément à l'extérieur de celle-ci, si elles en font la demande.

### Convocation du scrutin
Conformément à l'article 11 du statut d'autonomie, le Parlement est élu pour un mandat de quatre ans. L'article 14 de la loi électorale galicienne du 13 août 1985 précise que les élections sont convoquées au moyen d'un décret du président de la Junte de Galice, publié au Journal officiel. La première disposition finale de cette même loi dispose que loi électorale relative au Congrès des députés s'applique pour tout ce qu'elle-même ne prévoit pas.

### Nombre de députés par circonscription
Puisque l'article 11 du statut d'autonomie ne prévoit aucun nombre minimal de députés, l'article 9 de la loi électorale indique que le nombre de parlementaires est fixé à 75 et attribue à chaque circonscription 10 sièges d'office, les 35 mandats restant étant distribués en fonction de la population provinciale. L'article 11 du statut énonce en effet que « Dans tous les cas, la province sera la circonscription électorale. ». La cinquième disposition transitoire de la loi électorale dispose cependant que pour les élections de 1985, le nombre de parlementaires est fixé à 71.
La cinquième disposition transitoire dispose que les sièges sont répartis ainsi : 
| Circonscriptions | Députés |
| ---------------- | ------- |
| La Corogne       | 22      |
| Lugo             | 15      |
| Ourense          | 15      |
| Pontevedra       | 19      |

### Présentation des candidatures
Peuvent présenter des candidatures, : 
- les partis ou fédérations politiques enregistrées auprès du registre des associations politiques du ministère de l'Intérieur ;
- les coalitions électorales de ces mêmes partis ou fédérations dûment constituées et inscrites auprès de la commission électorale au plus tard 10 jours après la convocation du scrutin ;
- et les électeurs de la circonscription, à condition de représenter au moins 1 % des inscrits.

### Répartition des sièges
Seules les listes ayant recueilli au moins 3 % des suffrages valides — ce qui inclut les bulletins blancs — dans une circonscription peuvent participer à la répartition des sièges à pourvoir dans cette circonscription, qui s'organise en suivant différentes étapes, : 
- les listes sont classées en une colonne par ordre décroissant du nombre de suffrages obtenus ;
- les suffrages de chaque liste sont divisés par 1, 2, 3... jusqu'au nombre de députés à élire afin de former un tableau ;
- les mandats sont attribués selon l'ordre décroissant des quotients ainsi obtenus.

Lorsque deux listes obtiennent un même quotient, le siège est attribué à celle qui a le plus grand nombre total de voix ; lorsque deux candidatures ont exactement le même nombre total de voix, l'égalité est résolue par tirage au sort et les suivantes de manière alternative.

## Campagne

### Principales forces politiques
| Force politique | Force politique                                                                                 | Force politique | Chef de file                                    | Idéologie                                                                             | Résultats en 1981           |
| --------------- | ----------------------------------------------------------------------------------------------- | --------------- | ----------------------------------------------- | ------------------------------------------------------------------------------------- | --------------------------- |
|                 | Coalition populaire (es) Coalición Popular                                                      | CP              | Gerardo Fernández Albor (Président de la Junte) | Centre droit à droite Conservatisme, démocratie chrétienne, libéralisme, nationalisme | 30,52 % des voix 26 députés |
|                 | Parti des socialistes de Galice-PSOE (gl) Partido dos Socialistas de Galicia-PSOE               | PSdeG-PSOE      | Fernando González Laxe                          | Centre gauche Social-démocratie, progressisme, galléguisme                            | 19,62 % des voix 16 députés |
|                 | Bloc nationaliste galicien (gl) Bloque Nacionalista Galego                                      | BNG             | Xosé Manuel Beiras                              | Gauche Nationalisme galicien, nationalisme de gauche, socialisme démocratique         | 6,27 % des voix 2 députés   |
|                 | Parti socialiste galicien-Gauche galicienne (es) (gl) Partido Socialista Galego-Esquerda Galega | PSG-EG          | Camilo Nogueira (es)                            | Gauche Nationalisme galicien, nationalisme de gauche, socialisme démocratique         | 3,40 % des voix 2 députés   |

## Résultats

### Voix et sièges

#### Total régional
|                          |                                                                    |           |        |       |        |               |  |  |  |
| Parti                    | Parti                                                              | Voix      | %      | +/-   | Sièges | +/-           |  |  |  |
|                          | Coalition populaire (CP)                                           | 516 218   | 40,89  | 10,37 | 34     | 8             |  |  |  |
|                          | Parti des socialistes de Galice-PSOE (PSdeG-PSOE)                  | 361 946   | 28,67  | 9,05  | 22     | 6             |  |  |  |
|                          | Coalition galicienne (CG) (es)                                     | 163 425   | 12,94  | Nv    | 11     | 11            |  |  |  |
|                          | Parti socialiste galicien-Gauche galicienne (PSG-EG) (es)          | 71 599    | 5,67   | 2,27  | 3      | 1             |  |  |  |
|                          | Bloc nationaliste galicien (BNG)                                   | 53 072    | 4,20   | 2,07  | 1      | 1             |  |  |  |
|                          | Centre démocratique et social (CDS)                                | 41 411    | 3,28   | Nv    | 0      | en stagnation |  |  |  |
|                          | Parti communiste de Galice (PCG)                                   | 10 625    | 0,84   | 2,09  | 0      | 1             |  |  |  |
|                          | Parti socialiste des travailleurs (PST) (es)                       | 9 689     | 0,77   | 1,08  | 0      | en stagnation |  |  |  |
|                          | Parti communiste de Galice (marxiste-révolutionnaire) (PCGmr) (es) | 8 318     | 0,66   | Nv    | 0      | en stagnation |  |  |  |
|                          | Plate-forme humaniste (PH) (es)                                    | 7 280     | 0,58   | Nv    | 0      | en stagnation |  |  |  |
|                          | Autres partis                                                      | 10 354    | 0,82   |       | 0      | 24            |  |  |  |
|                          | Blancs                                                             | 8 627     | 0,68   |       |        |               |  |  |  |
|                          |                                                                    |           |        |       |        |               |  |  |  |
| Suffrages exprimés       | Suffrages exprimés                                                 | 1 262 564 | 98,80  |       |        |               |  |  |  |
| Votes invalides          | Votes invalides                                                    | 15 333    | 1,20   |       |        |               |  |  |  |
| Total                    | Total                                                              | 1 277 897 | 100,00 | –     | 71     | en stagnation |  |  |  |
| Abstentions              | Abstentions                                                        | 948 552   | 42,60  |       |        |               |  |  |  |
| Inscrits / participation | Inscrits / participation                                           | 2 226 449 | 57,40  |       |        |               |  |  |  |

#### Par circonscription
| Circonscription | Circonscription | La Corogne | La Corogne | La Corogne | La Corogne    | Lugo    | Lugo    | Lugo   | Lugo          | Ourense | Ourense | Ourense | Ourense       | Pontevedra | Pontevedra | Pontevedra | Pontevedra    |
| --------------- | --------------- | ---------- | ---------- | ---------- | ------------- | ------- | ------- | ------ | ------------- | ------- | ------- | ------- | ------------- | ---------- | ---------- | ---------- | ------------- |
|                 |                 |            |            |            |               |         |         |        |               |         |         |         |               |            |            |            |               |
| Sièges          | Sièges          | 22         | 22         | 22         | en stagnation | 15      | 15      | 15     | en stagnation | 15      | 15      | 15      | en stagnation | 19         | 19         | 19         | en stagnation |
|                 |                 |            |            |            |               |         |         |        |               |         |         |         |               |            |            |            |               |
|                 |                 | Nombre     | Nombre     | %          | %             | Nombre  | Nombre  | %      | %             | Nombre  | Nombre  | %       | %             | Nombre     | Nombre     | %          | %             |
| Inscrits        | Inscrits        | 862 564    | 862 564    | 100,00     | 100,00        | 339 409 | 339 409 | 100,00 | 100,00        | 345 650 | 345 650 | 100,00  | 100,00        | 678 826    | 678 826    | 100,00     | 100,00        |
| Abstentions     | Abstentions     | 352 876    | 352 876    | 40,91      | 40,91         | 146 065 | 146 065 | 43,03  | 43,03         | 172 002 | 172 002 | 49,76   | 49,76         | 277 609    | 277 609    | 40,89      | 40,89         |
| Votants         | Votants         | 509 688    | 509 688    | 59,09      | 59,09         | 193 344 | 193 344 | 56,97  | 56,97         | 173 648 | 173 648 | 50,24   | 50,24         | 401 217    | 401 217    | 59,11      | 59,11         |
| Nuls            | Nuls            | 8 051      | 8 051      | 1,58       | 1,58          | 1 943   | 1 943   | 1,00   | 1,00          | 1 831   | 1 831   | 1,05    | 1,05          | 3 508      | 3 508      | 0,87       | 0,87          |
| Exprimés        | Exprimés        | 501 637    | 501 637    | 98,42      | 98,42         | 191 401 | 191 401 | 99,00  | 99,00         | 171 817 | 171 817 | 98,95   | 98,95         | 397 709    | 397 709    | 99,13      | 99,13         |
|                 |                 |            |            |            |               |         |         |        |               |         |         |         |               |            |            |            |               |
| Partis          | Partis          | Voix       | %          | Sièges     | +/−           | Voix    | %       | Sièges | +/−           | Voix    | %       | Sièges  | +/−           | Voix       | %          | Sièges     | +/−           |
|                 | CP              | 190 356    | 37,95      | 10         | 1             | 85 904  | 44,88   | 8      | 3             | 68 945  | 40,13   | 7       | 2             | 171 013    | 43,00      | 9          | 2             |
|                 | PSdeG-PSOE      | 162 247    | 32,34      | 8          | 2             | 46 627  | 24,36   | 4      | 1             | 44 075  | 25,65   | 4       | 1             | 108 997    | 27,41      | 6          | 2             |
|                 | CG (es)         | 49 800     | 9,93       | 2          | 2             | 39 080  | 20,42   | 3      | 3             | 39 186  | 22,81   | 4       | 4             | 35 359     | 8,89       | 2          | 2             |
|                 | PSG-EG (es)     | 28 473     | 5,68       | 1          | 1             | 3 826   | 2,00    | 0      | en stagnation | 5 080   | 2,96    | 0       | en stagnation | 34 220     | 8,60       | 2          | en stagnation |
|                 | BNG             | 25 970     | 5,18       | 1          | en stagnation | 6 260   | 3,27    | 0      | 1             | 5 210   | 3,03    | 0       | en stagnation | 15 632     | 3,93       | 0          | en stagnation |
|                 | Autres          | 41 015     | 8,18       |            | 6             | 8 473   | 4,43    |        | 6             | 8 397   | 4,89    |         | 7             | 29 792     | 7,49       |            | 6             |
|                 | Blanc           | 3 776      | 0,75       |            |               | 1 231   | 0,64    |        |               | 924     | 0,54    |         |               | 2 696      | 0,68       |            |               |

## Analyse

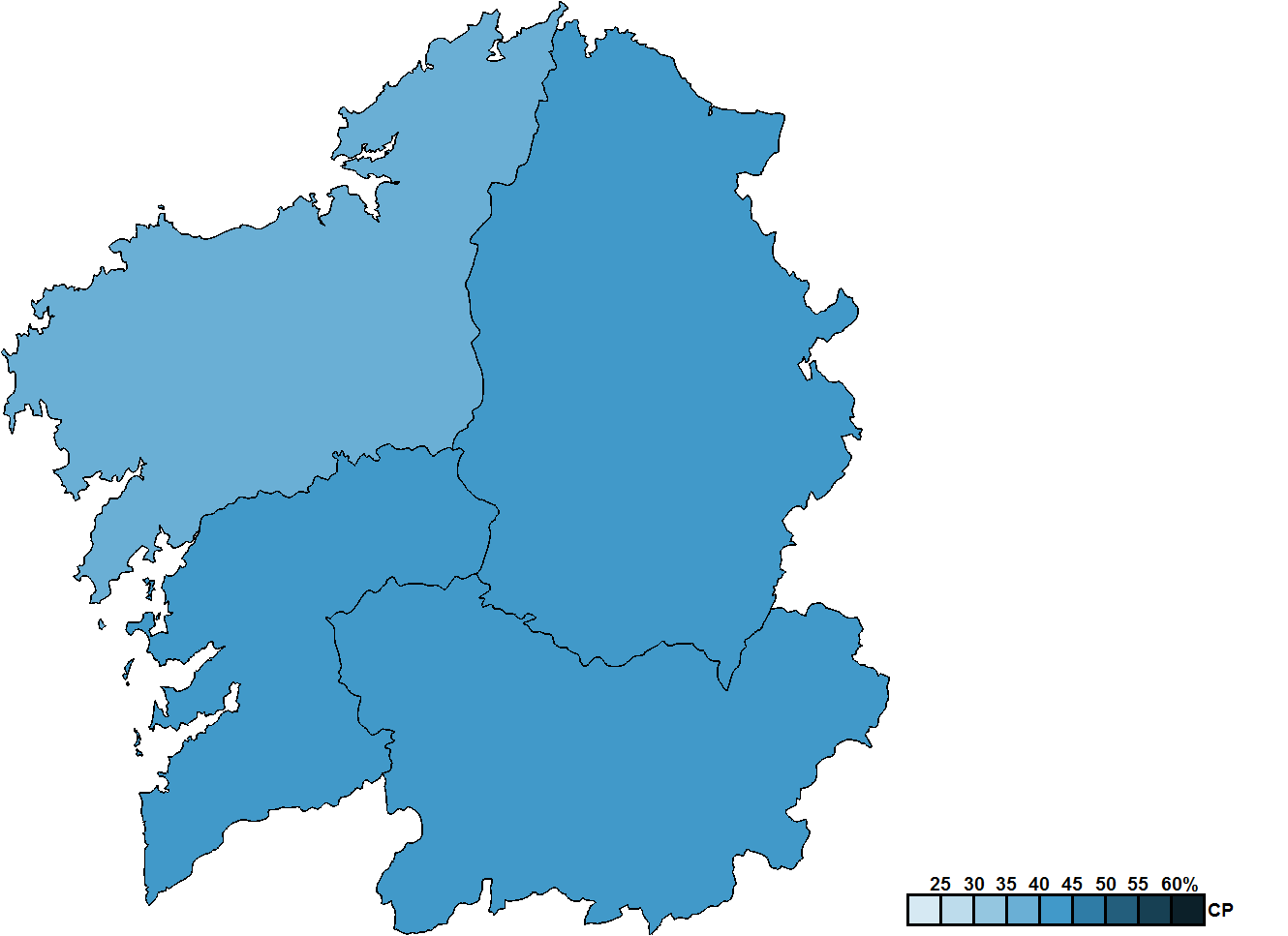
Parti arrivé en tête par circonscription et intensité de son score.

Le scrutin est remporté par la Coalition populaire du président sortant, Gerardo Fernández Albor, qui échoue cependant à conquérir la majorité absolue des sièges au Parlement. La Coalition galicienne (es), arrivée troisième et positionnée au centre, se trouve dans une position charnière. Si le Parti socialiste recule par rapport à son résultat des élections générales du 28 octobre 1982, il progresse par rapport aux élections autonomiques de 1981, là où l'ensemble des forces de droite est en régression.
En hausse de 12 points de pourcentage, le taux de participation frôle les 60 %. La Voz de Galicia attribue cette baisse de l'abstention au déploiement réussi de l'autonomie interne, à une météo convenable et à une absence d'activité de fin de semaine dans le milieu rural, qui boude traditionnellement les urnes.
Dans les quatre circonscriptions, la Coalition populaire devance le Parti socialiste, profitant notamment de la disparition de l'Union du centre démocratique pour asseoir son hégémonie sur l'ensemble de la Galice. La Coalition populaire l'emporte dans six des sept principales villes de la communauté autonome : le Parti socialiste maintient en effet son fief de La Corogne mais subit un revers à Vigo et Ferrol, deux communes marquées par la politique de reconversion industrielle menée par le gouvernement socialiste au pouvoir en Espagne.

## Conséquences
Lors de la séance d'installation de la IIe législature, le 18 décembre 1985, le sortant Antonio Rosón (es), proposé par la Coalition populaire, est réélu au second tour par 34 voix, contre 33 pour le candidat du Parti socialiste, Antonio Carro. Ce dernier bénéficie du soutien de la Coalition galicienne mais échoue en raison de l'abstention des trois députés du Parti socialiste galicien-Gauche galicienne (es). Ce soutien des centristes aux socialistes, lors du second tour, est vertement critiqué par les conservateurs.
Le 5 janvier 1986, la Coalition galicienne annonce qu'elle ne donnera pas suite aux propositions du Parti socialiste ou du Parti socialiste galicien de former une majorité alternative. Elle indique avoir proposé à la Coalition populaire un accord en six points pour garantir son soutien à l'investiture de Gerardo Fernández Albor, qui prévoit notamment une coordination renforcée entre la Junte de Galice et les députations provinciales. Cet aspect génère une crise au sein de la Coalition populaire, les présidents des députations rechignant à perdre leur autonomie. Faute d'entente, Gerardo Fernández Albor échoue lors du premier vote d'investiture, le 16 janvier, par 34 voix pour et 37 voix contre. Il échoue lors du deuxième vote, 24 h plus tard, avec le même résultat.
La Coalition galicienne entreprend, une dizaine de jours plus tard, des négociations parallèles, avec la Coalition populaire d'un côté, et avec le Parti socialiste et le Parti socialiste galicien de l'autre. La CG suspend le 29 janvier ses échanges avec la CP, et décide trois jours plus tard de poursuivre ceux avec le PSdeG-PSOE et le PSG-EG. Alors qu'un accord de principe avec les partis de gauche et centre gauche est conclu le 6 février, il est repoussé le lendemain par le comité exécutif de la Coalition galicienne, par 17 voix contre et 6 voix pour, qui considère ne pas avoir assez de garantie quant à la mise en œuvre réelle du programme commun et critique l'absence de participation du Parti socialiste galicien au gouvernement régional.
Finalement, le 10 février, la direction de la CG approuve, par 15 voix pour et 4 voix contre, de favoriser le maintien au pouvoir de Gerardo Fernández Albor en s'abstenant lors d'un nouveau vote d'investiture. Se soumettant au vote des parlementaires le 20 février, Fernández Albor échoue à conquérir la majorité absolue, recevant 33 voix pour, 26 voix contre et 11 abstentions, le président du Parlement étant absent. Le lendemain, il obtient effectivement la confiance de l'assemblée parlementaire par 34 voix pour, 26 voix contre et 11 abstentions, la majorité simple étant alors suffisante. Il prête serment le 1er mars, 97 jours après les élections, au palais de Fonseca (es), en présence notamment du ministre Félix Pons.